# 田中宏和
田中宏和（1957年12月13日—）是一名日本作曲家与音乐家，其以为任天堂制作的电子游戏谱曲而知名。他原本是Creatures公司的总裁兼董事，2023年退任後現為公司首席創意研究員。

## 軼事
田中亦參與自1994年發起的「田中宏和運動」，對象是集合在日本同姓名的人物。2009年，11位同名同姓人物演唱「田中宏和之歌」，田中亦參與該作曲，作詞人雖不同人但姓名亦相同。

## 电子游戏音乐
- Mickey & Donald（1982）
- 大金刚Jr.（1982）
- 大金刚3（1983）
- 彈珠檯（1983）
- Mario's Cement Factory（1983）
- 大金刚Jr.（1983）
- 史努比（英语：ピーナッツ (漫画)#ゲーム）（1983）
- 大力水手（1983）
- Mario's Bombs Away（1983）
- Spitball Sparky（英语：List of Game %26 Watch games#Spitball Sparky）（1984）
- 荒野枪手（1984）
- 打鸭子（1984）
- 警技射击（1984）
- 街头小子（1984）
- 气球大战（1985）
- 拆屋工（1985）
- Stack-Up（1985）
- Gyromite（1985）
- Gumshoe（英语：Gumshoe (video game)）（1986）
- 银河战士（1986）
- 光神话 帕尔提娜之镜（1986）
- 任天堂战争（1988）
- Alleyway（1989）
- 棒球（1989）
- 超級瑪利歐GB（1989）
- Yakuman（英语：Yakuman (video game)）（1989）
- 俄罗斯方块（1989）
- 地球冒險（與鈴木慶一合作）（1989）
- 高尔夫（1989）
- Knight Move（1989）
- 马里奥医生（1990）
- Barker Bill's Trick Shooting（1990）
- Balloon Kid (Balloon Fight GB in Japan)（1990）
- Hello Kitty World（1992）
- Mario Paint（與户高一生及吉富亮二合作）（1992）
- X（與户高一生合作）（1992）
- 地球冒險2（與鈴木慶一合作）（1994）
- Snoopy Concert（與濱野美奈子合作）（1995）
- Game Boy Camera（1998）

### 其它
- 火焰之纹章外传（1992，监督者）
- 火焰之纹章：纹章之谜（1994，特别感谢）
- Fire Emblem Character theme（1990，CD制作）
- 大量神奇宝贝动画音乐，包括Meowth's Party single（英语：Meowth's Party#CD single）中的音乐。
- Play For Japan: The Album（2011）

## 獎項
- 由田中宏和作曲的動畫《寵物小精靈：超級願望》香港版主題曲由吳若希主唱的《神奇大地》曾於「新城勁爆兒歌頒獎禮2011」內奪得「新城勁爆兒歌」獎